# Atlantic Press Kiadó
Az Atlantic Press Kiadó 2007-ben alakult magyar könyvkiadó.

## Profilja
Az Atlantic Press Kiadó célkitűzése, hogy serkentse a színvonalas ismeretterjesztő irodalom újbóli megjelenését a hazai könyvesboltokban, s olyan igényes szórakoztató könyveket is kiadjon magyar szerzők tollából, melyek hiányoznak a főként külföldi anyagból dolgozó kiadók választékából. A kiadó a „Csak a jó könyv” szlogennel vállalta, hogy műfaji korlátozás nélkül, de erős minőségi kontrollal jelenteti meg kiadványait. Ennek a tudatosan hézagpótló jellegű kiadáspolitikának eredményeként a kiadó könyveit a legtekintélyesebb hazai könyvterjesztők, az Alexandra, a Libri, a Líra és a Bookline vállalják rendszeresen terjesztésre. 

## Története
Az Atlantic Kft. 1990-ben jött létre Budapesten, s működésének első tíz évében sajtószolgálatként és PR-ügynökségként funkcionált. Egyebek között ez a cég vezette be Magyarországra a HBO televíziót, több éven át volt a Magyar Mozgókép Alapítvány és a Magyar Filmszemle sajtóképviselője, kezdeményezője és főszervezője volt a Magyar Filmesek Világtalálkozójának és számos más kulturális rendezvény sikerre vitelében működött közre. Sajtószolgálatának köszönhetően az Atlantic médiahátteret biztosít az Atlantic Press Kiadó könyveinek.
Az Atlantic Press Kiadó alapítója és egyik szerzője, Bokor Pál, íróként, újságíróként, filmesként és műfordítóként ismert. Eddig tíz könyvet írt, szerkesztőként pedig 1990-93-ban a Magyar Hírlap Könyvek kiadását irányította. Később, 2005-2007-ben az Alexandra Könyvkiadó A krimi gyöngyszemei című hatkötetes klasszikus sorozatának volt a főszerkesztője.
A kiadó 2007 végén kezdte meg működését, és olyan kiadványokkal színesítette a hazai könyvkiadást, mint a 96 esztendős Polgár Dénes Egy Polgár a nagyvilágban című emlékirata, vagy Bokor Pál Barack Obama szupersztár című kötete, mely Európában elsőként rajzolta meg hitelesen, mégis magyar szemmel[forrás?] az Egyesült Államok 44. elnökének emberi és politikusi portréját és ennek folytatása, az elnök munkásságának első szakaszát ismertető Obama - Az út Honolulutól a Fehér Házig és mindig tovább... című könyv.

## Szakterületek
A politikai ismeretterjesztő irodalom, a film világával és esztétikájával foglalkozó könyvek és a szórakoztató irodalom magyar szerzők tollából. Mint viszonylag új könyvpiaci szereplő, az Atlantic Press nem zárkózik el automatikusan más műfajokhoz tartozó könyvek kiadásától sem, ha a kézirat megfelel a szerkesztőség szakmai hitvallásának, s ha a könyv kiadása a befektetés belátható időn belüli megtérülését ígéri. 